# Helga Henning
Helga Henning, nach Heirat Helga Fricke, (* 11. November 1937 in Laatzen; † 11. Dezember 2018 in Hamburg) war eine deutsche Leichtathletin, die in den 1960er Jahren als Läuferin über 400 Meter erfolgreich war.
Sie startete für den SV Hannover 1896 (1962–63), den Hamburger SV (1965–67) und die SV Polizei Hamburg (1968).

## Karriere
Helga Henning wurde insgesamt zehnmal Deutsche Meisterin:
Freiluft
- 1962: 400 m in 54,8 s vor Vera Kummerfeldt und Maria Jeibmann
- 1963: 400 m in 54,1 s vor Margret Buscher und Erna Maisack
- 1963: 4 × 100-m-Staffel von Hannover 96
- 1966: 400 m in 54,4 s vor Antje Gleichfeld und Mechtild Achtel
- 1966: 4 × 100-m-Staffel des Hamburger SV
- 1968: 400 m in 55,3 s vor Christa Czekay und Gisela Köpke

Halle
- 1961 in 58,1 s
- 1963 in 56,5 s
- 1966 in 58,6 s
- 1967 in 58,8 s

Sie nahm zweimal an Europameisterschaften teil und erreichte beide Male den Endlauf.
- Europameisterschaften 1962 in Belgrad: Vierte in 54,6 s
- Europameisterschaften 1966 in Budapest Fünfte in 54,1 s

Ihre einzige internationale Medaille gewann sie bei den Europäischen Hallenspielen 1966 in Dortmund, wo sie vor der Tschechin Libuše Macounová (Silber in 57,2 s) und der Irin Maeve Kyle (Bronze in 57,3 s) die Goldmedaille gewann. Ihre Siegeszeit von 56,9 s konnte sie ein Jahr später bei der Europäischen Hallenspielen 1967 in Prag wiederholen, schied damit jedoch als Dritte ihres Vorlaufs aus.
Ihr letztes aktives Jahr war zugleich ihr erfolgreichstes: Bei den XVI. Olympischen Spielen 1968 in Mexiko-Stadt verbesserte sie dreimal den deutschen Rekord:
- 53,5 s im Vorlauf (Dritte)
- 53,3 s im Zwischenlauf (Erste)
- 52,8 s im Endlauf (7. Platz)

Zwei Jahre später wurde er von Christel Frese auf 52,7 gedrückt.
Für ihre Verdienste um den Sport in Niedersachsen wurde sie in die Ehrengalerie des niedersächsischen Sports des Niedersächsischen Instituts für Sportgeschichte aufgenommen.
Helga Henning war mit dem Leichtathleten Wolfgang Fricke verheiratet.